# 2020 en biologie
Cet article présente les faits marquants de l'année 2020 en biologie.

## Évènements

### Janvier
- 1er janvier : l’espèce de poissons Psephurus gladius est déclarée éteinte.
- 9 janvier : annonce de la découverte de cinq nouvelles espèces (et cinq sous-espèces) d’oiseaux chanteurs en Indonésie dans la Wallacea sur trois îles à l'est de Sulawesi[1],[2],[3],[4].

### Février
10 février :
- une étude publiée dans la revue Cretaceous Research identifie une nouvelle espèce de tyrannosauridés, Thanatotheristes degrootorum (le « faucheur de la mort »), découvert au Canada[5] ;
- des scientifiques brésiliens annoncent avoir découvert une nouvelle amibe baptisée Yaravirus dans le lac artificiel (en) de Pampulha. La souche s’est révélée beaucoup plus petite que tout autre virus amibien connu, et 90 % de son génome est composé de gènes inconnus[6].

### Mai
- 2 mai : un ours brun a été aperçu par des images caméra dans le Parc naturel d'Invernadero dans la Province d'Ourense au nord-ouest de l'Espagne pour la première fois depuis 150 ans.
- 4 mai : une équipe de scientifiques britanniques et kényans annonce dans Nature Communications la découverte en septembre 2019 de Microsporidia MB, un microbe parasite de la division des champignons microsporidia qui empêche les moustiques de transporter la malaria ; l'équipe pense qu'il peut potentiellement être utilisé pour contrôler la malaria, s'ils parviennent à comprendre comment le microbe se répand et comment il bloque la maladie[7],[8].
- 14 mai : publication dans la revue MicoKeys d'un article de la biologiste danoise Ana Sofia Reboleira (de l'université de Copenhague), qui décrit le champignon parasite des mille-pattes américain, le Troglomyces twitteri, qu'elle a pu décrire avec son collègue Henrik Enghoff à partir d'une photo qu'elle avait vue par hasard sur Twitter, ce qui en fait la première découverte d'une nouvelle espèce à partir de ce réseau social[9] — découverte cependant confirmée après inspection de la collection du Musée d’histoire naturelle de Copenhague[9].
- 15 mai : publication dans Historical Biology de la nouvelle datation d'un fossile de mille-pattes Kampecaris obanensis avec une nouvelle technique de datation de zircon mise au point par Stéphanie Suarez, l'une des membres de l'équipe (alors que la précédente datation avait été effectuée par horloge moléculaire moins précise), qui date le fossile de 425 millions d'années ; cette nouvelle analyse apprend trois choses aux chercheurs : que ce fossile est de 75 millions d'années plus « jeune » que ne le prévoyaient les études génétiques, que l'évolution des arthropodes a été plus rapide que ce que l'on croyait jusque-là, et qu'il s'agit de plus vieil animal terrestre connu[10],[11],[12].
- 22 mai : au Mexique, 132 fossiles de mammouths sont découverts durant la construction de l'Aéroport International Felipe Ángeles, ainsi que 19 d'ossements humains, plusieurs fossiles d'autres espèces animales du Pléistocène, des offrandes, des outils et ustensiles et une sculpture, ce qui fait du site de Santa Lucía (du nom de la base aérienne militaire implantée à côté dans l'État de Mexico) le site paléontologique le plus important d'Amérique centrale[13].

### Juillet
- 22 juillet : publication dans Cell d'une étude montrant que des lymphocytes T CD4+ parviennent à franchir la barrière hémato-encéphalique et seraient impliqués dans la maturation de la microglie[14].

### Septembre
- 12 septembre : la docteure Lena Grigorieva, directrice du Centre pour l'Utilisation Collective de la Paléontologie Moléculaire, annonce que des éleveurs de rennes ont découvert sur l'île de Grande Liakhov deux corps d'ours des cavernes extrêmement bien conservés datés d'entre 22 000 et 39 500 ans, un adulte et un ourson, qui conservaient encore leur pelage, leurs organes internes et leurs nez, ce qui va permettre d'étudier mieux cette espèce en utilisant de nouveaux domaines scientifiques (microbiologie, génétique moléculaire, etc.), alors qu'on ne la connaissait jusque-là qu'à travers d'ossements[15],[16],[17].
- 14 septembre : une équipe de chercheurs annonce la découverte de phosphine, une possible biosignature, dans l'atmosphère de Vénus.

### Novembre
- 27 novembre : des biologistes annoncent avoir identifié le plus vieux poisson de récif tropical du monde, un vivaneau de minuit âgé de 81 ans soit deux décennies de plus que ce qui était admis jusqu'ici[18].

## Décès
- 5 février : Stanley Cohen (né en 1922), biologiste américain, spécialisé en biologie cellulaire qui a obtenu le prix Nobel de physiologie ou médecine avec Rita Levi-Montalcini en 1986.
- 27 mars : Jacques F. Acar (né en 1931), microbiologiste et infectiologue français, spécialiste de la sensibilité et de la résistance aux antibiotiques.
- 6 décembre : Jacques Puisais (né en 1927), biologiste et œnologue français.